# طردگرایی
طردگرایی (exclusionist)، ایدئولوژی و عمل سیاسی حذف افراد از اجتماع است، به ویژه در زمینه ناسیونالیسم قومی، نژادپرستی، یا بیگانه هراسی.
و طرفدار محرومیت دیگران از برخی امتیازات است.